# Арутюнян Гегам Товмасович
Гегам Товмасович (Томасович) Арутюнян (лютий 1914, село Сатаган Карської області, тепер Туреччина — березень 1982, місто Єреван, тепер Вірменія) — вірменський радянський діяч, секретар ЦК КП Вірменії, заступник голови Ради міністрів Вірменської РСР. Депутат Верховної ради Вірменської РСР.

## Життєпис
Народився в лютому 1914 року в селі Сатаган (біля міста Сарикамиш) Карської області в багатодітній селянській родині. Під час Першої світової війни родина переселилася до міста Александрополя (тепер Ґюмрі). У 1923 році помер батько.
З 1923 по 1925 рік Гегам Арутюнян виховувався в сирітському притулку. Закінчив семирічну школу і будівельний технікум.
У 1937 році закінчив Механічний інститут шляхів сполучення у місті Ростові-на-Дону, здобув спеціальність інженера-механіка.
За направленням Народного комісаріату шляхів сполучення СРСР Гегам Арутюнян працював інженером на Михайло-Чесноковському машинобудівному заводі Амурської області, де в 1938 році став головним інженером. Член ВКП(б).
З початком німецько-радянської війни переведений на Московський завод боєприпасів, працював начальником провідних цехів. У 1946 році виконував спеціальне завдання із демонтажу обладнання в радянській окупаційній зоні Німеччини.
Згодом працював директором Ленінаканського велосипедного заводу Вірменської РСР.
У березні 1954 — жовтні 1957 року — 2-й секретар Ленінаканського міського комітету КП Вірменії.
5 жовтня 1957 — 30 березня 1961 року — 1-й заступник голови Державного планового комітету (Держплану) Вірменської РСР — міністр Вірменської РСР.
9 березня 1961 — 14 жовтня 1965 року — секретар ЦК КП Вірменії.
Одночасно 24 грудня 1962 — 27 листопада 1964 року — голова Бюро ЦК КП Вірменії з управління промисловістю і будівництвом.
14 жовтня 1965 — 4 липня 1975 року — заступник голови Ради міністрів Вірменської РСР.
4 липня 1975 — 1981 року — голова Державного комітету із цін Ради міністрів Вірменської РСР.
З кінця 1981 року — персональний пенсіонер. Помер у березні 1982 року в Єревані.

## Нагороди
- два ордени Трудового Червоного Прапора
- орден Дружби народів (1980)
- орден «Знак Пошани» (1942)
- медалі